# Poncey-lès-Athée
Poncey-lès-Athée est une commune française située dans le canton d'Auxonne du département de la Côte-d'Or, en région Bourgogne-Franche-Comté.

## Géographie
Poncey-lès-Athée se situe dans la région naturelle du Val de Saône, à 7 km d'Auxonne, chef-lieu du canton, 36 km de Dijon, chef-lieu du département de la Côte-d'Or et de la région Bourgogne-Franche-Comté, et à 378 km de Paris, capitale de la France.

### Géologie et relief
La commune de Poncey s'étend sur 6,53 km2 et se situe sur le fossé tectonique Bressan de la plaine de Saône, à une hauteur moyenne de 195 m. Les sols y sont sablo-argileux.

### Hydrographie
La Saône est le principal cours d'eau qui traverse la commune de Poncey.

Un étang communal et son ruisseau sont aussi présents au nord-est du village.

### Climat
Pour des articles plus généraux, voir Climat de la Bourgogne-Franche-Comté et Climat de la Côte-d'Or.
En 2010, le climat de la commune est de type climat des marges montargnardes, selon une étude du Centre national de la recherche scientifique s'appuyant sur une série de données couvrant la période 1971-2000. En 2020, Météo-France publie une typologie des climats de la France métropolitaine dans laquelle la commune est exposée à un climat semi-continental et est dans la région climatique  Bourgogne, vallée de la Saône, caractérisée par un bon ensoleillement (1 900 h/an), un été chaud (18,5 °C), un air sec au printemps et en été et des vents faibles. 
Pour la période 1971-2000, la température annuelle moyenne est de 10,7 °C, avec une amplitude thermique annuelle de 17,5 °C. Le cumul annuel moyen de précipitations est de 862 mm, avec 11,6 jours de précipitations en janvier et 8,1 jours en juillet. Pour la période 1991-2020, la température moyenne annuelle observée sur la station météorologique de Météo-France la plus proche, « Dole », sur la commune de Dole à 18 km à vol d'oiseau, est de 11,6 °C et le cumul annuel moyen de précipitations est de 1 023,0 mm,. Pour l'avenir, les paramètres climatiques de la commune estimés pour 2050 selon différents scénarios d'émission de gaz à effet de serre sont consultables sur un site dédié publié par Météo-France en novembre 2022.

### Transports
La D 976 (Saint-Usage-Talmay) est la seule artère relativement importante qui dessert la commune.

L'échangeur autoroutier le plus proche est celui de l'A39, à Soirans (10 km).

Les gares ferroviaires les plus proches sont celles de Villers-les-Pots (5 km) et d'Auxonne-Tillenay (6 km). La première phase (140 km) de la LGV Rhin-Rhône (Villers-les-Pots-Petit-Croix), inaugurée en 2011, traverse le sud de la commune
 
Les aéroports les plus proches sont ceux de Dole-Jura, à Tavaux (Jura) et de Dijon Bourgogne, à Longvic, tous deux à une trentaine de kilomètres.

## Urbanisme

### Typologie
Au 1er janvier 2024, Poncey-lès-Athée est catégorisée bourg rural, selon la nouvelle grille communale de densité à 7 niveaux définie par l'Insee en 2022.
Elle est située hors unité urbaine. Par ailleurs la commune fait partie de l'aire d'attraction de Dijon, dont elle est une commune de la couronne,. Cette aire, qui regroupe 333 communes, est catégorisée dans les aires de 200 000 à moins de 700 000 habitants,.

### Occupation des sols
L'occupation des sols de la commune, telle qu'elle ressort de la base de données européenne d’occupation biophysique des sols Corine Land Cover (CLC), est marquée par l'importance des territoires agricoles (64 % en 2018), en diminution par rapport à 1990 (66,9 %). La répartition détaillée en 2018 est la suivante : terres arables (39,2 %), forêts (15,4 %), zones agricoles hétérogènes (14,1 %), prairies (10,7 %), eaux continentales (10,2 %), zones urbanisées (8 %), zones industrielles ou commerciales et réseaux de communication (2,4 %). L'évolution de l’occupation des sols de la commune et de ses infrastructures peut être observée sur les différentes représentations cartographiques du territoire : la carte de Cassini (XVIIIe siècle), la carte d'état-major (1820-1866) et les cartes ou photos aériennes de l'IGN pour la période actuelle (1950 à aujourd'hui).

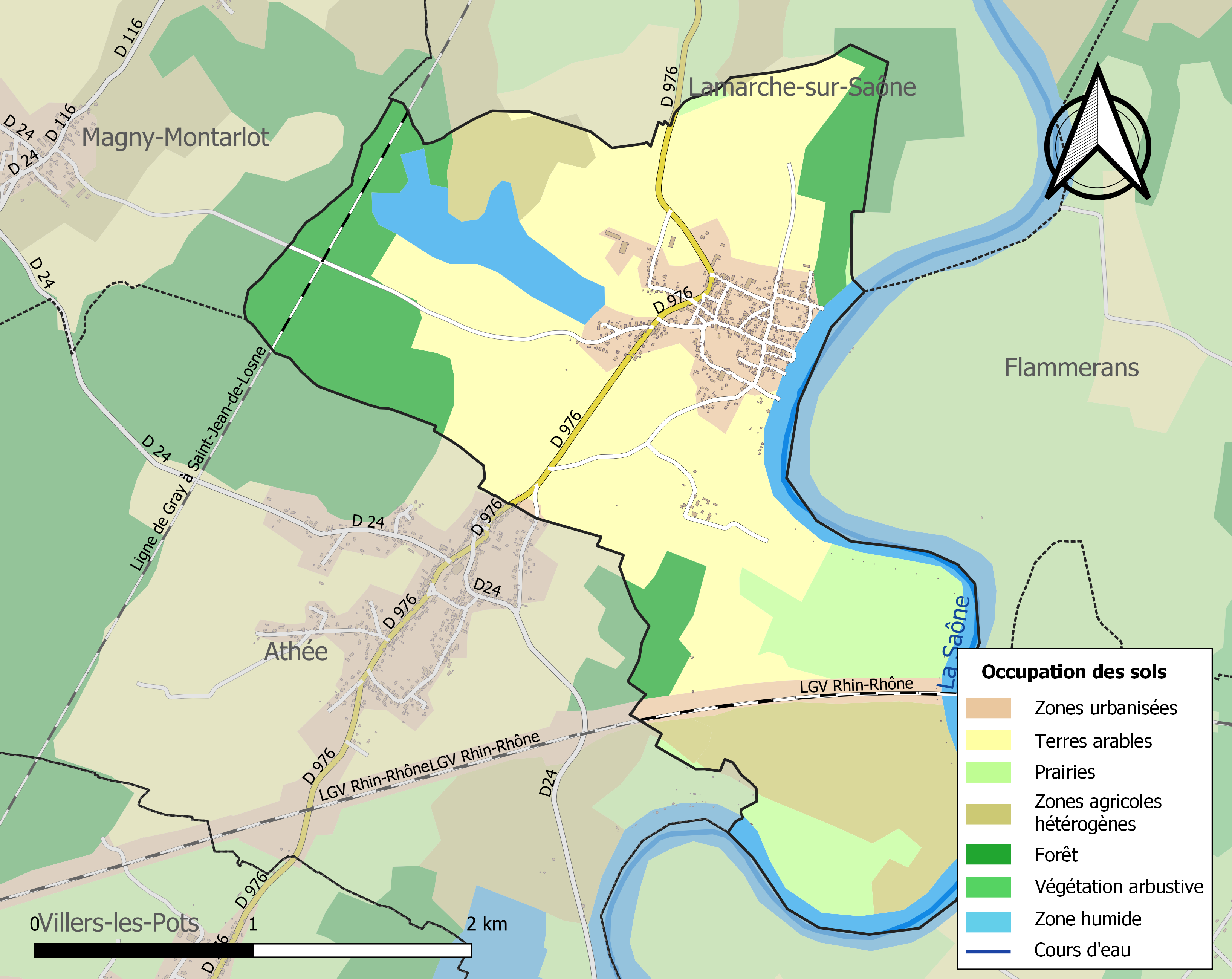
Carte des infrastructures et de l'occupation des sols de la commune en 2018 (CLC).

## Toponymie
Poncey doit son nom au gentilice romain Pontius, d'origine osque ou ombrienne, qui lui-même le tient du nombre ordinal correspondant, soit Cinquième en français.
  
Selon l'époque et les scribes, Poncey est appelé Ponticiacus (XIe), Poncey sur Soone (XIVe), Pontcey (XVIIe), et Poncey les Athée (à partir du XIXe).

## Histoire
Du Moyen Âge à la Révolution, Poncey est une dépendance de la seigneurie d'Athée. Les chanoines de la Sainte-Chapelle de Dijon y détiennent le pouvoir temporel, et l'évêque de Chalon le pouvoir spirituel.
En 1469 et 1870, deux incendies ravagent le village. Ces catastrophes marquantes sont rappelées sur les armoiries de la commune.
En 1735, le bourgeois Nicolas Verdelet fonde, près de la Saône, la chapelle, placée sous le vocable de la Vierge, succursale de l'église Notre-Dame-de-la-Nativité d'Athée.
Au cours des années 1930, 1950, 1970 et 1980, pas moins de 104 puits, soit une capacité de captage totale de 80 000 m3/jour, sont forés, en bord de Saône, afin d'alimenter en eau une partie de la ville de Dijon.
En 1995, une usine de traitement de l'eau potable, d'une capacité de 60 000 m3/jour, gérée par la Lyonnaise des Eaux, est mise en service. Elle permet l'élimination des sels de fer et du manganèse, naturellement présents dans les eaux du Val de Saône.

## Politique et administration
| Période                                  | Période   | Identité             | Étiquette | Qualité              |
| ---------------------------------------- | --------- | -------------------- | --------- | -------------------- |
| mars 2001                                | mars 2014 | M. Jean-Pierre Morin |           | Instituteur retraité |
| mars 2014                                | juin 2020 | M. Philippe Deveaux  |           |                      |
| juin 2020                                | En cours  | M. Collin Eric       |           | Agriculteur          |
| Les données manquantes sont à compléter. |           |                      |           |                      |

## Démographie
L'évolution du nombre d'habitants est connue à travers les recensements de la population effectués dans la commune depuis 1793. Pour les communes de moins de 10 000 habitants, une enquête de recensement portant sur toute la population est réalisée tous les cinq ans, les populations de référence des années intermédiaires étant quant à elles estimées par interpolation ou extrapolation. Pour la commune, le premier recensement exhaustif entrant dans le cadre du nouveau dispositif a été réalisé en 2007.

En 2022, la commune comptait 574 habitants, en évolution de −2,21 % par rapport à 2016 (Côte-d'Or : +0,82 %, France hors Mayotte : +2,11 %).
| 1793 | 1800 | 1806 | 1821 | 1831 | 1836 | 1841 | 1846 | 1851 |
| ---- | ---- | ---- | ---- | ---- | ---- | ---- | ---- | ---- |
| 401  | 441  | 440  | 447  | 499  | 529  | 514  | 495  | 532  |

| 1856 | 1861 | 1866 | 1872 | 1876 | 1881 | 1886 | 1891 | 1896 |
| ---- | ---- | ---- | ---- | ---- | ---- | ---- | ---- | ---- |
| 518  | 554  | 512  | 524  | 506  | 522  | 528  | 504  | 471  |

| 1901 | 1906 | 1911 | 1921 | 1926 | 1931 | 1936 | 1946 | 1954 |
| ---- | ---- | ---- | ---- | ---- | ---- | ---- | ---- | ---- |
| 462  | 426  | 403  | 375  | 376  | 421  | 406  | 391  | 392  |

| 1962 | 1968 | 1975 | 1982 | 1990 | 1999 | 2006 | 2007 | 2012 |
| ---- | ---- | ---- | ---- | ---- | ---- | ---- | ---- | ---- |
| 382  | 370  | 357  | 365  | 380  | 396  | 498  | 513  | 581  |

| 2017 | 2022 | - | - | - | - | - | - | - |
| ---- | ---- | - | - | - | - | - | - | - |
| 581  | 574  | - | - | - | - | - | - | - |

## Culture locale et patrimoine

### Lieux et monuments
- Viaduc de la Saône (2011) pour la LGV Rhin-Rhône ;
- Croix (XIXe), Grande-Rue ;
- Fontaine (XIXe), rue Saint-Médard ;
- Mairie-école (XIXe), rue Saint-Médard ;
- Barrage sur la Saône (XXe) ;
- Chapelle (XXe), Grande-Rue ;
- Monument aux morts (XXe), Route départementale ;
- Étang communal, rue du Champ Cuminot ;
- Saône.

La commune a la particularité de ne pas avoir d'église.

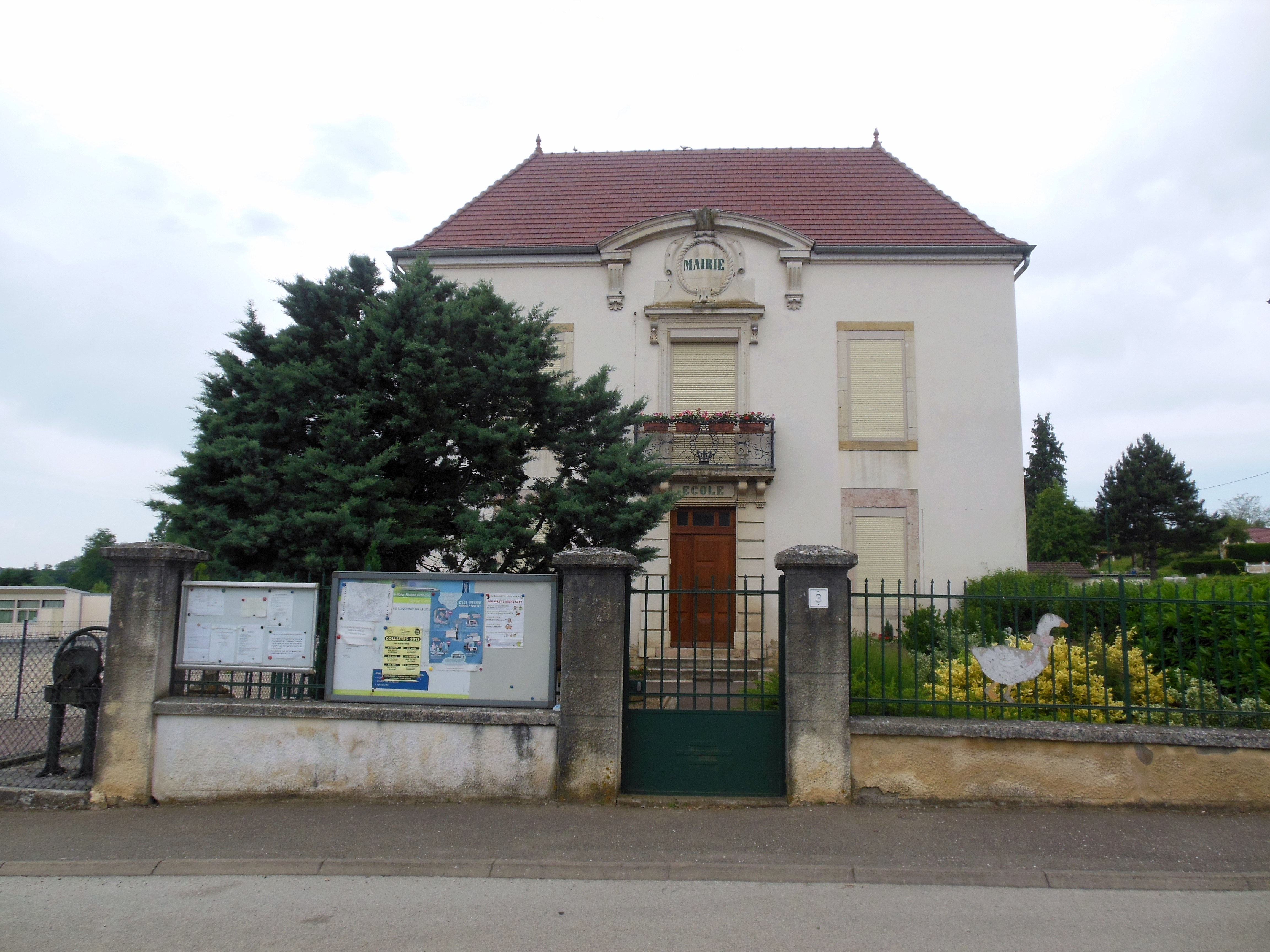
Mairie.
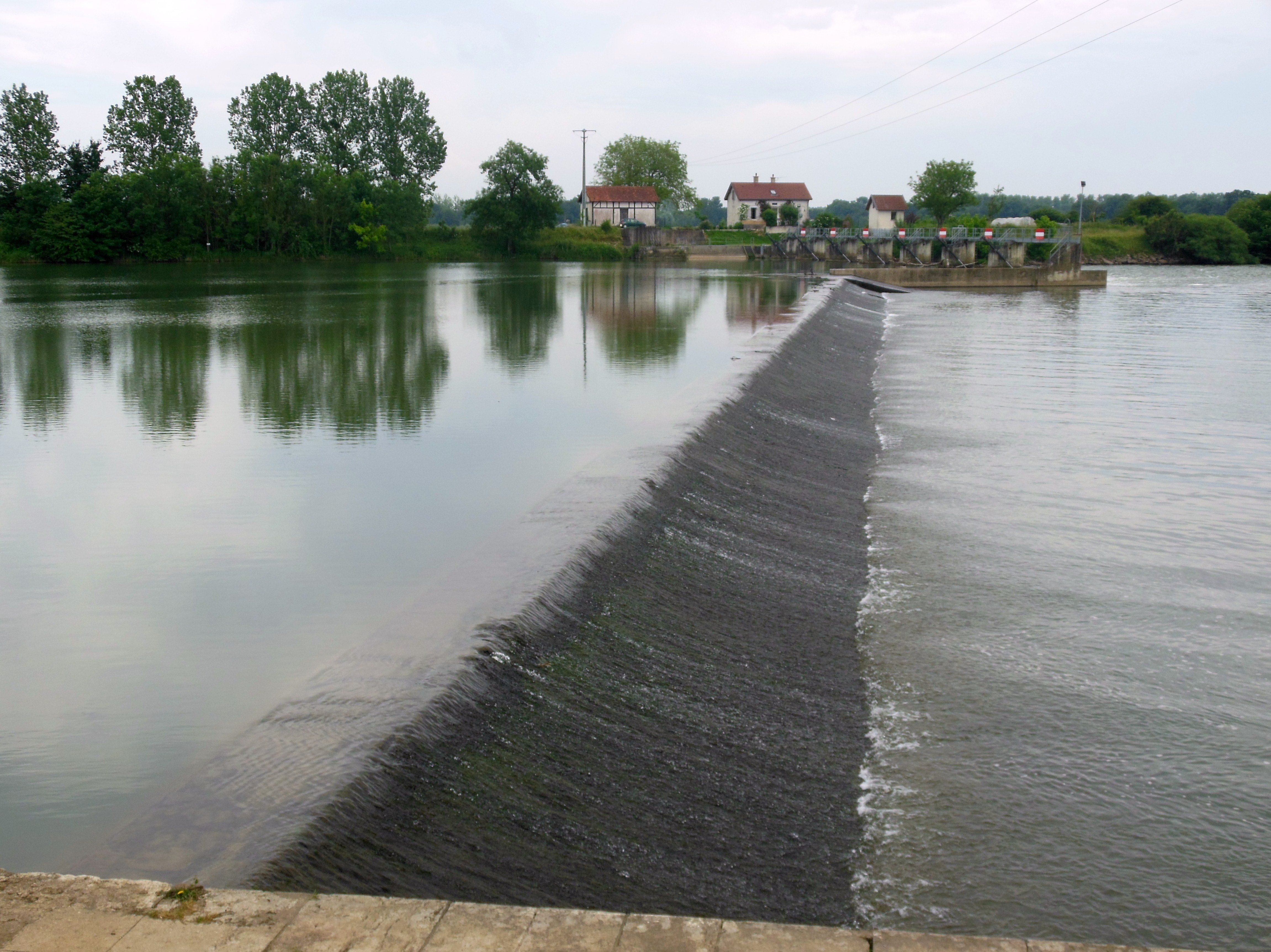
Barrage, depuis la rue Galante.
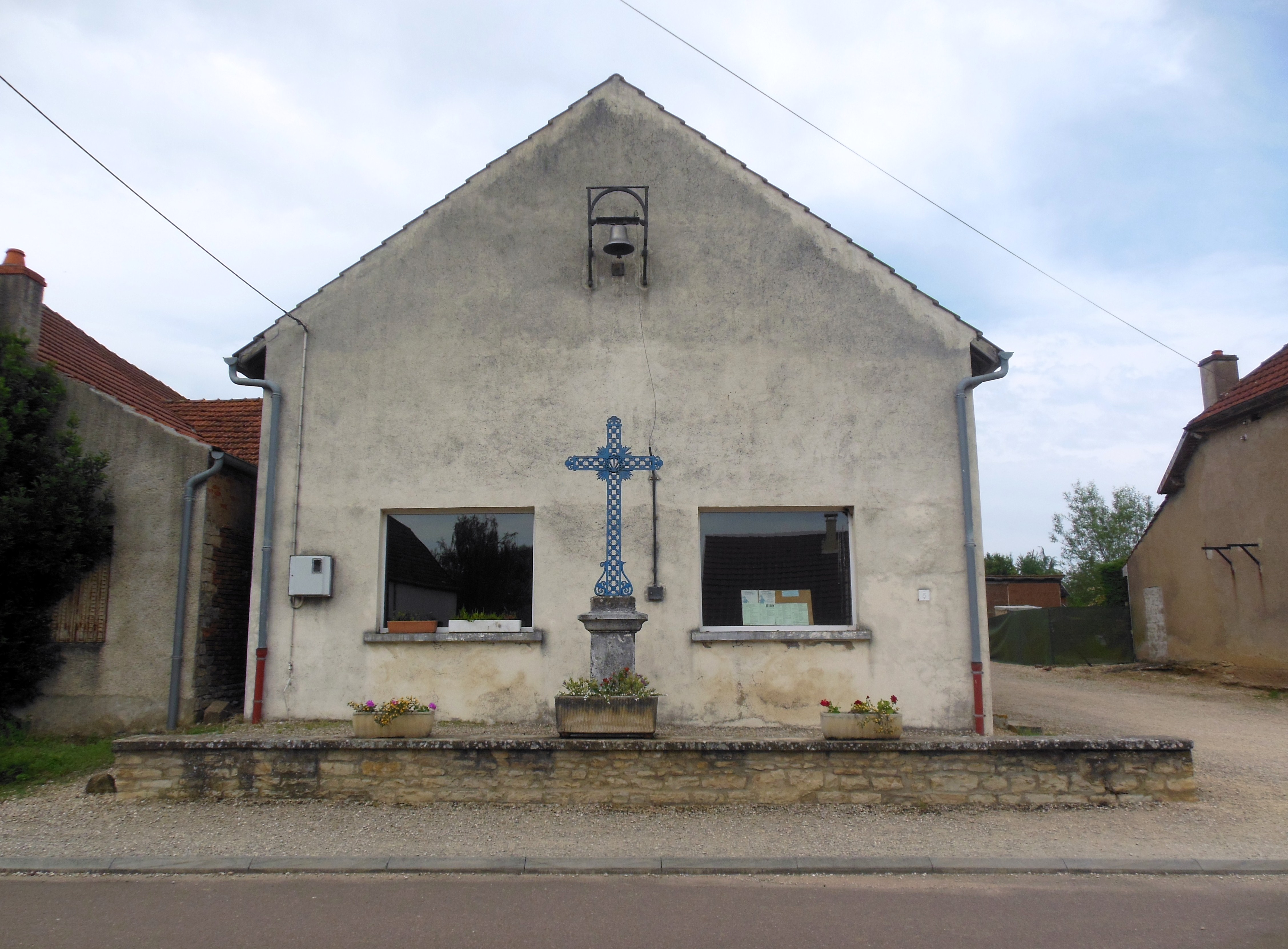
Chapelle et croix.
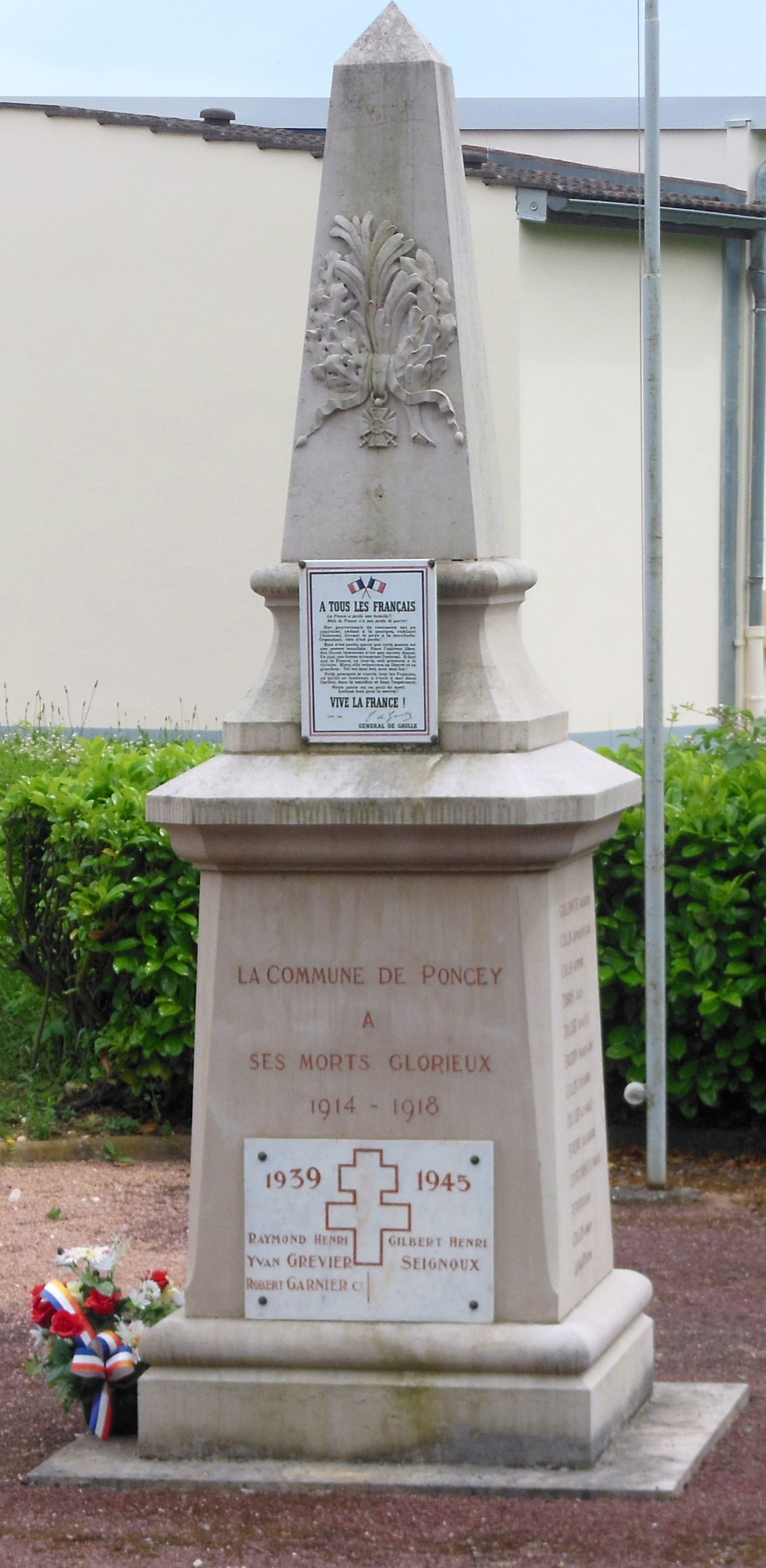
Monument aux morts, depuis la RD.
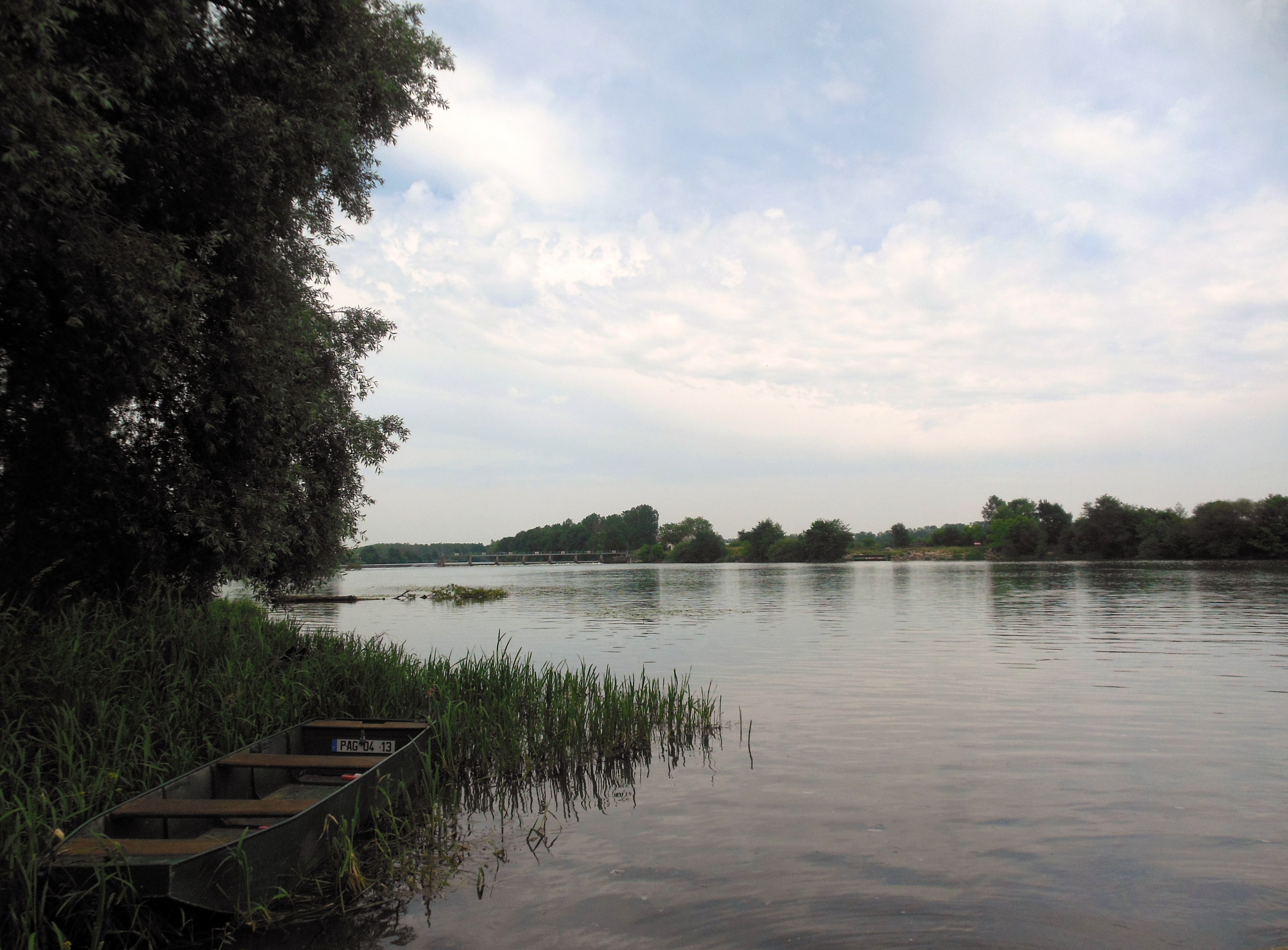
Saône, depuis l'impasse du Château.

### Personnalités liées à la commune
- Chanoines de la Sainte-Chapelle de Dijon
- Seigneurs d'Athée

### Héraldique
| Blason de Poncey-lès-Athée | Blason  | D'argent aux deux pointes ondoyantes de gueules mouvant de la pointe, accompagnées en chef de l'inscription 1467-1870 de sable. |
| Blason de Poncey-lès-Athée | Détails | L'inscription 1467-1870, en chef, fait référence aux deux années où se sont déclarés des incendies ravageurs, représentés, en pointe, par deux pointes ondoyantes suggérant les flammes. Le statut officiel du blason reste à déterminer. |